# Emanuel Bondeli

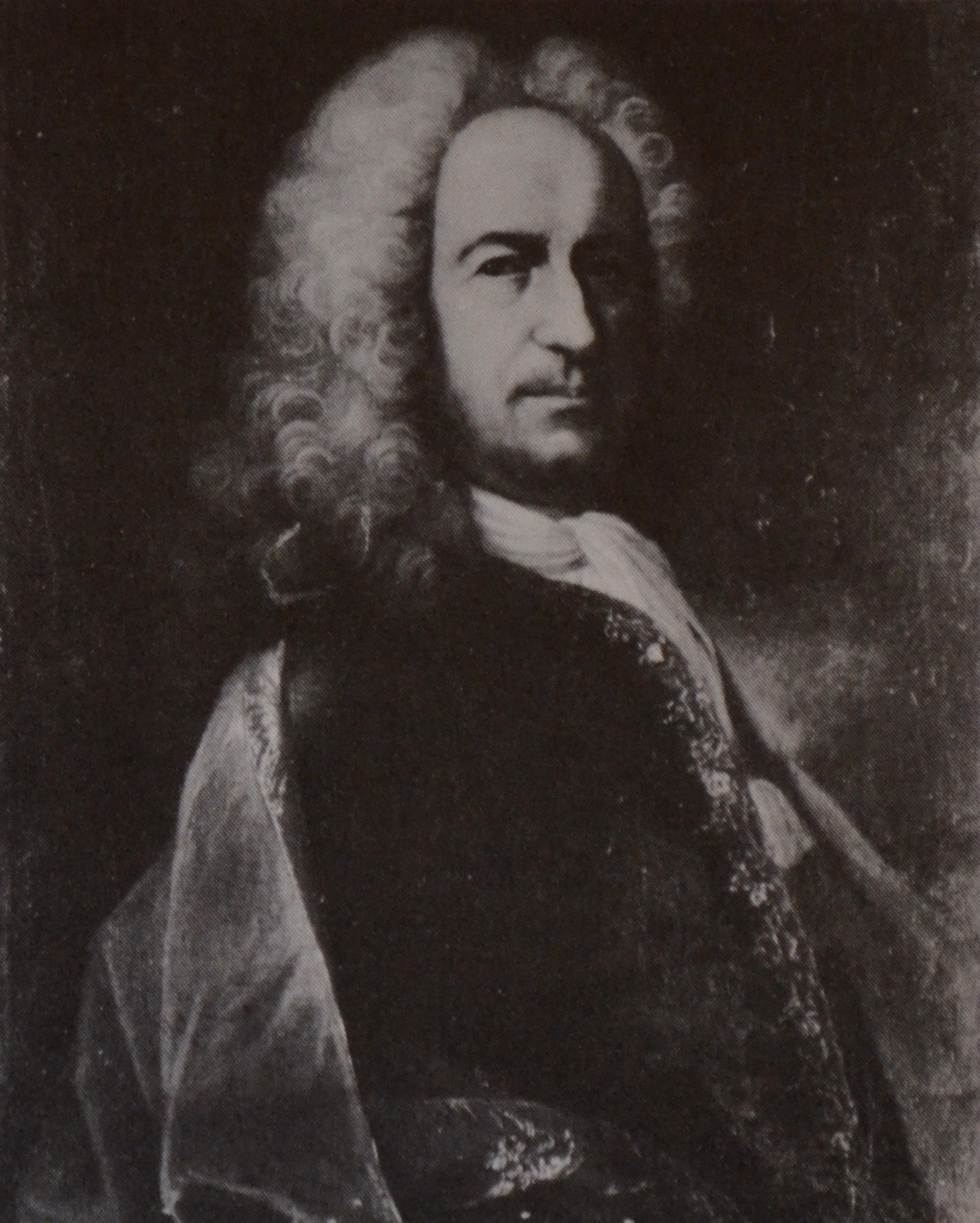
Emanuel Bondeli, anonymes Bildnis (um 1720)

Emanuel Bondeli (ab 1703 Freiherr von Bondeli; * 1660 in Bern; † 30. März 1734) war ein Berner Gelehrter und Diplomat.
Emanuel Bondeli wurde 1684 Professor für Eloquenz und Philosophie in Bern. Er heiratete 1685 Barbara Hory, Tochter des neuenburgischen Juristen Jonas Hory († 1726), Kastlan zu Boudry. 1691 gelangte er in den Grossen Rat der Stadt Bern. Von 1701 bis 1727 war er Landvogt zu Aubonne, Orbe, und Echallens. Gemeinsam mit seinem Bruder Simeon war er in zahlreichen diplomatischen Missionen unterwegs, der Generalstatthalter Wilhelm III. der Niederlande soll ihm sogar das Amt eines Gouverneurs des Fürstentums Neuchâtel versprochen haben, ohne das Versprechen einhalten zu können. 1703 wurde er mit seinen drei Brüdern vom preußischen König in den Freiherrenstand erhoben. 1708 kaufte er die Freiherrschaft Le Châtelard von der Familie von Tavel. 1727 erhielt er für seine Dienste vom preußischen König das Bürgerrecht von Neuchâtel. Ab 1733 gehörte er dem Kleinen Rat von Bern an.